# 女声合唱
女声合唱（じょせいがっしょう）とは、女声のみの合唱。ここでいう「女声」とは声域が女性のそれという意味で、女性だけで編成されるのが通例であるが、変声期前の男性やカウンターテナーを加えた編成も少なくない。
低音がないことに加え、男声合唱や混声合唱に比べて使用可能な音域が狭く、声質が似ていることから、聴き手が単調感を覚えやすい。そのような弱点をカバーするため、多くの女声合唱曲はピアノ、オルガン、管弦楽などの伴奏を伴う。

## 構成
ソプラノ、メゾソプラノ、アルトの3部合唱（女声3部合唱）であることが多く、男声合唱が4部合唱が多いのと比べ対照的である。女声4部合唱（第1ソプラノ、第2ソプラノ、第1アルト、第2アルト）は、混声4部合唱曲が女声合唱曲に編曲された場合に多く見られる。初心者のための作品を中心にソプラノとアルトの2部合唱も見られる。稀に、第1ソプラノと第2ソプラノの2部というような指定のある曲もある。一方、5部以上の曲は、部分的にパートを分割する場合を除いては数が少ない。
児童合唱と音域的に重なるため、もともと児童合唱曲として書かれた作品を女声合唱団が歌うことも多い。「児童または女声合唱のために」と指定された曲もかなりみられる。英語圏では、女声合唱と児童合唱をまとめてtreble chorusと呼ぶことがある。男声合唱との総称（最近は児童合唱を含む場合も多い）で、同声合唱と呼ばれることもある。

## 日本における女声合唱
戦前から盛んであった男声合唱に対し、女声合唱が日本で本格的に盛んになりだすのは昭和30年代以降になる。中田喜直や三善晃等の日本人作曲家が女声合唱のための名曲を次々に発表し、多く演奏され始める。また木下保や秋山日出夫をはじめとする、戦前の男声合唱を盛り上げた指導者たちが女声合唱にも力を入れるようになる。
1959年（昭和34年）の全日本合唱コンクール大学部門において、木下の指揮する日本女子大学合唱団が男声合唱の名門・関西学院グリークラブを破って初優勝を果たす。「これはある意味でシンボリックなことだと思います。」「重厚な男声のハーモニーに対抗して、しかもオーソドックスな音楽の姿で出てこられて。打ち破るというのはたいへんですからね。」と評され、「男声合唱時代から女声合唱の時代に突入するきっかけになった」。日本女子大はその後1963年（昭和38年）から1965年（昭和40年）まで3年連続優勝を果たし、その後札幌大谷短期大学や中国短期大学が大学部門の優勝を果たし、「明らかに男声合唱時代が去った」。女声合唱の隆盛はさらに高等学校、中学校にも広がり、特に1980年代~2000年代の高等学校においては全日本合唱コンクール、NHK全国学校音楽コンクール両大会の上位入賞を女声合唱がほぼ独占する状態であった。現在でも学校のクラブ活動としての合唱の多くが女声合唱である。
学校における女声合唱団や一般の女声合唱団も盛んであるが、日本特有の形態として昭和20年代以降、専業主婦を主たる団員とする「おかあさんコーラス」「ママさんコーラス」「PTAコーラス」という形態の女声合唱団が数多く存在する（以下、全日本合唱連盟の表記に従い、「おかあさんコーラス」と称する。）。こうした形態の女声合唱団は「海外にはほとんどありません」。日本と欧米との文化の違いが背景にあり、「欧米は何でも夫婦でやる。夫婦が別々にやるということはあまりない。（中略）ところが日本では全く別々です。夫のいない時間はわが天下でね」として、特に高度経済成長期以降の生活にゆとりができてきたころにこの傾向は顕著になる。作曲家も、こうした合唱団のための女声合唱曲を多く書くようになる。
おかあさんコーラスを対象としたイベントとして、全日本合唱連盟では1978年（昭和53年）から「全日本おかあさんコーラス大会」を開催、1987年（昭和62年）からおかあさんコーラスを対象とした講習会「おかあさんカンタート」を開催、現在まで毎年継続して開催されている。2005年（平成17年）には、日本で開催された「世界合唱シンポジウム」において、広く世界の合唱人におかあさんコーラスを認識してもらうために「おかあさんコーラスコンサート」を開催した。
2000年（平成12年）の時点で全日本合唱連盟に加盟するおかあさんコーラスの団体数は1,451団体で、全加盟団体数（4,846団体）の3割近くを占めていた。その後漸減傾向にあり、2018年（平成30年）時点では1,259団体（全加盟団体（5,081団体）の約4分の1）となっている。

## 主な女声合唱曲
（）内は伴奏形態を示す。
- ロッシーニ 3つの聖歌（ピアノ）
- シューベルト 詩篇23番 D.706（ピアノ）
- ベルリオーズ 来たれ、創造の主よ 作品141（無伴奏）
- メンデルスゾーン 3つのモテット 作品39（オルガン）
- シューマン ロマンス集第1集 作品69／ロマンス集 第2集 作品91（それぞれ、無伴奏もしくはピアノ）
- リスト 眠りから覚めた御子への讃歌（ハルモニウムまたはピアノ）
- スメタナ 3つの歌（無伴奏）
- ブラームス アヴェ・マリア 作品12（管弦楽またはオルガン）／4つの歌 作品17（2つのホルンとハープ）
- サン＝サーンス カンタータ《夜》 作品114（管弦楽）
- シャブリエ 音楽への頌歌（管弦楽）
- グリーグ 南の修道院の門で 作品20（管弦楽）
- フォーレ 小ミサ曲（オルガン）
- ヤナーチェク フラッチャニの歌（フルート、ハープ）
- ヴォルフ 妖精の歌（管弦楽）
- ドビュッシー 選ばれた乙女（管弦楽）
- シベリウス 即興曲 作品19（管弦楽）
- ヴォーン・ウィリアムズ マニフィカト（管弦楽）
- ラフマニノフ 6つの合唱曲 作品15（ピアノ）
- ホルスト アヴェ・マリア 作品9b（無伴奏）／2つの東方絵画（ハープ）／7つのパートソング 作品44（弦楽）／Songs from "THE PRINCESS" No.1～No.5
- カプレ 3声のミサ（無伴奏）／イエスの鏡（ハープ、ホルン、弦楽）
- バルトーク 村の情景（ピアノまたは室内管弦楽）
- ストラヴィンスキー 4つのロシア農民の歌（無伴奏もしくは4つのホルン）／古いイギリスのテキストによるカンタータ（室内楽）
- コダーイ 山の夜（無伴奏）／聖霊降臨節（無伴奏）
- プロコフィエフ 2つの詩 作品7（管弦楽またはピアノ）
- オネゲル 復活祭の讃歌（管弦楽）
- プーランク 黒衣の聖母への連祷（オルガン）
- クルシェネク 戦場のカンタータ（管弦楽）
- トマジ 12のコルシカ島の歌（無伴奏）
- ショスタコーヴィチ クルイローフの2つの寓話 作品4（管弦楽）
- ダッラピッコラ ミケランジェロ・ブオナローティによる合唱曲第2集（管弦楽）
- メシアン 神の降臨のための3つの小典礼（ピアノ、オンド・マルトノ、チェレスタ、ヴィブラフォン、打楽器、弦楽）
- リゲティ 時計と雲（管弦楽）
- ブーレーズ 婚礼の顔（管弦楽）
- コチャール イ調のミサ（無伴奏）

## 女声合唱を含む交響曲・管弦楽曲
- リスト ダンテ交響曲
- ヴォーン・ウィリアムズ 南極交響曲
- エネスク 交響曲第3番 ハ長調 作品21
- ティシチェンコ 交響曲第6番
- ドビュッシー 夜想曲
- ホルスト 惑星 作品32

## オペラに登場する女声合唱
- ヴァーグナー 《さまよえるオランダ人》～「糸紡ぎの合唱 (Spinnerchor) 」